# Microsoft Lumia 550
Le Microsoft Lumia 550 est un smartphone conçu et assemblé par le constructeur Microsoft Mobile. Il fonctionne sous le système d'exploitation Windows 10. Il a été présenté le 6 octobre 2015 lors de la conférence Microsoft, puis commercialisé en décembre 2015, au prix conseillé de 129 €.

## Conception et caractéristiques
Présenté le 6 octobre 2015 par Panos Panay, le vice-président de la division Surface, le Microsoft Lumia 550 est un smartphone d'entrée de gamme de la marque américaine Microsoft. Il s'agit du troisième smartphone comprenant Windows 10 Mobile en natif, c'est-à-dire avec ce système dès l'origine, après les Lumia 950 et 650.
Le smartphone est lancé sur le marché le 8 décembre 2015 au prix de 129 €. Il comprend un processeur Qualcomm Snapdragon 210 Quad-core de 1,1 GHz, 1 Go de mémoire vive (RAM), une batterie de 2 100 mAh. Il possède un écran LCD HD de 4,7 pouces (1 280 × 720 pixels). Sa mémoire interne est de 8 Go,. 